# Organizzazione dell'unità africana
L'Organizzazione dell'unità africana (OAU) è stata un'organizzazione internazionale che accomunava le nazioni africane, fondata il 25 maggio 1963, ad Addis Abeba (Etiopia) da 31 Paesi fondatori.

## Storia
La fondazione dell'organizzazione è stata preceduta da altre tre assemblee, nell'arco di sei mesi, dalle quali è possibile delineare un quadro politico generale attraverso le diverse partecipazioni dei Paesi, nel contesto di un continente che affronta un massiccio processo di decolonizzazione. Queste tre conferenze, di spiccato rilievo rispetto ad altre formate da gruppi ristretti, hanno posto le "premesse per una spaccatura tra governi «moderati» e «radicali» che solo ad Addis Abeba sarebbe stata superata"

### Conferenza di Brazzaville
Tra il 15 e il 19 dicembre 1960 si svolse a Brazzaville (Congo) un'assemblea tra dodici ex colonie francesi. Tra gli argomenti più importanti vi sono:
- Guerra d'Algeria – per la quale si concordò di chiedere alla Francia di chiudere le ostilità entro l'anno in procinto di iniziare.
- Ribadire sostegno alla missione ONUC.
- Valutare la possibilità di una cooperazione economica tra i partecipanti.
- Deliberazione sul non riconoscimento delle rivendicazioni del Marocco sul territorio della Mauritania.

## Conferenza di Casablanca
In risposta alle dichiarazioni della conferenza di Brazzaville, il re marocchino Muhammad V del Marocco convocò un'assemblea a Casablanca tra il 3 e il 7 gennaio 1961. La conferenza ospitò sei capi di stato, più il governo provvisorio algerino.
La conferenza di Casablanca appoggiò in maniera speculare rispetto alla precedente le rivendicazioni marocchine sul territorio confinante, tracciando così una divisione marcata tra le diverse anime del continente.
Anche la questione congolese, in rapida evoluzione, fu uno degli argomenti fondamentali trattati in quell'occasione.
La conferenza si chiuse con l'istituzione di tre diversi comitati:
gruppi di coordinamento per le attività politiche, economiche e culturali degli Stati presenti all'assemblea (in questa fase la questione dell'Unità africana è largamente diffusa e rappresentata da due idee politiche contrastanti: unità sovranazionale o sovranità statale e collaborazione).
Si sancì l'istituzione di un Joint African High Command per la difesa da minacce esterne.
si impegnarono a costituire, in un futuro prossimo, un African Consultative Assembly, ovvero un ipotetico forum che avrebbe ospitato rappresentanti da tutti gli stati liberi del continente.

## Conferenza di Monrovia
Una terza conferenza, svoltasi a Monrovia (Liberia) tra l'8 e il 12 maggio 1961, ospitò non solo i rappresentanti presenti alla conferenza di Brazzaville ma anche: Nigeria, Sierra Leone, Liberia, Libia, Etiopia, Togo e Somalia.
L'argomento centrale, oltre la condanna all'Apartheid sudafricana, fu anche in questa occasione la questione dell'unità fra i Paesi africani. In questa conferenza si iniziano a delineare quelli che saranno i principi fondamentali dell'OUA, fondata poco dopo:
- non interferenza negli affari interni degli altri Paesi
- rispetto della sovranità statale
- uguaglianza fra stati

Kwame Nkrumah, fortemente panafricanista, sosteneva fortemente la costruzione di una struttura sovranazionale, dotata di un'economia ed una moneta comune, un esercito comune ed un governo comune a discapito della totale sovranità nazionale. Ipotesi che sembrava accordare i Paesi partecipanti alla conferenza di Casablanca.
La maggioranza dei leader africani, ex colonie francesi ed Etiopia in primis, sostenevano invece una collaborazione che tutelasse integralmente la sovranità nazionale appena ritrovata, sostenendo i principi di sopra elencati senza un cambiamento troppo radicale.

## Fondazione dell'OUA
La conferenza di Addis Abeba svoltasi tra il 22 e il 25 maggio 1963 fu l'occasione finale di confronto tra le due diverse correnti. La partecipazione dei Paesi indipendenti fu totale. L'opinione generale sulla proposta avanzata da Nkrumah, ovvero di un governo continentale dotato di un proprio esercito ed una banca centrale, fu comunque ritenuta troppo radicale per la condizione attuale del continente.
La carta dell'OUA, risultato di un compromesso tra le varie anime riunitesi, incluse tutti gli obiettivi e i principi della neonata organizzazione:

### Obiettivi
- promuovere l'unità e la solidarietà tra gli stati africani
- coordinarsi ed intensificare la loro collaborazione e sforzi per raggiungere una vita migliore per la gente dell'Africa
- rispetto della sovranità e integrità territoriale di ogni Stato e della sua indipendenza
- eliminare ogni forma di colonialismo in Africa
- promuovere la cooperazione internazionale, rispettando la Carta delle Nazioni Unite e la Dichiarazione universale dei diritti umani

Per perseguire questi obiettivi, gli stati membri devono coordinare ed armonizzare le loro politiche generali, specialmente nei seguenti settori:
- cooperazione politica e diplomatica
- cooperazione economica, inclusi trasporti e telecomunicazioni
- cooperazione culturale e dell'istruzione
- cooperazione per la sanità e l'alimentazione
- cooperazione tecnica e scientifica
- cooperazione per la difesa e la sicurezza

### Principi
- uguaglianza sovrana
- non interferenza negli affari interni degli stati
- Rispetto per la sovranità e dell'integrità territoriale di tutti gli Stati membri e per il loro inalienabile diritto ad un'esistenza indipendente
- Soluzione pacifica delle dispute attraverso la negoziazione, mediazione, conciliazione o arbitrato
- condanna senza riserve dell'assassinio politico in tutte le sue forme, come delle azioni sovversive da parte di stati confinanti o di ogni altro stato
- assoluta dedizione alla totale emancipazione dei territori africani che sono ancora sotto il dominio coloniale
- affermazione di una politica di non allineamento rispetto ai blocchi.

L'11 ottobre 1965 le è stato riconosciuto lo status di osservatore dell'Assemblea generale delle Nazioni Unite.
Il 12 novembre 1984 il Marocco (che è stato tra i paesi fondatori) si ritira da questa organizzazione a seguito del suo riconoscimento all'indipendenza e all'adesione della Repubblica Democratica Araba dei Sahrawi (Stato a limitato riconoscimento internazionale e de facto il territorio è sotto occupazione marocchina) come paese membro.
Il 9 luglio 2002 è stata sostituita dall'Unione africana.